# ناحیه الزورث، میشیگان
ناحیه الزورث (به انگلیسی: Ellsworth Township) یک منطقهٔ مسکونی در ایالات متحده آمریکا است که در شهرستان لیک، میشیگان واقع شده‌است.
 ناحیه الزورث ۹۱٫۶ کیلومتر مربع مساحت و ۸۲۱ نفر جمعیت دارد و ۳۵۵ متر بالاتر از سطح دریا واقع شده‌است.